# 聖羅莎 (門多薩省)
聖羅莎（西班牙語：Santa Rosa），是阿根廷的城鎮，位於該國西部門多薩省，是聖羅莎縣的首府，海拔高度613米，該地區的地震活動頻繁和低強度，2001年人口1,969。